# Харьково (Запорожская область)
Харьково (укр. Харкове) — село,
Новенский сельский совет,
Токмакский район,
Запорожская область,
Украина.
Код КОАТУУ — 2325282405. Население по переписи 2001 года составляло 172 человека.

## Географическое положение
Село Харьково примыкает к селу Новое, на расстоянии в 2 км расположено село Червоногорка.

## История
- 1958 год — дата основания.